# Carrazedo (Amares)
Carrazedo é uma povoação portuguesa sede da Freguesia de Carrazedo do Município de Amares, freguesia com 2,71 km² de área e 723 habitantes (censo de 2021), tendo, por isso, uma densidade populacional de 266,8 hab./km².

## Demografia
A população registada nos censos foi:
| Ano  | 0-14 Anos | 15-24 Anos | 25-64 Anos | > 65 Anos |
| 2001 | 134       | 159        | 365        | 101       |
| 2011 | 120       | 81         | 422        | 109       |
| 2021 | 92        | 84         | 396        | 151       |

## História
Integrava o concelho de Entre Homem e Cávado, extinto em 31 de dezembro de 1853, data em que passou para o concelho (atual município) de Amares.

## Património
- Capela de Nossa Senhora da Apresentação ou Capela da Tapada
- Casa de Castro (Amares)